# Tamasesia acuminata
Tamasesia acuminata är en spindelart som beskrevs av Marples 1955. Tamasesia acuminata ingår i släktet Tamasesia och familjen Mysmenidae.
Artens utbredningsområde är Samoa. Inga underarter finns listade i Catalogue of Life.